# Три богатирі та принцеса Єгипту
«Три богатирі і принцеса Єгипту» — повнометражний мультиплікаційний фільм студії «Мельница» і восьмий мультфільм з циклу «Три богатирі». Стрічка вийшла в прокат в Росії 28 грудня 2017 року. В Україні стрічка в прокат не виходила.

## Синопсис
У новорічну ніч, в той час, як Князь готується виголосити урочисту промову, а Юлій розпаковує подарунки і стежить за приготуванням святкового столу, богатирі їдуть в гості до Альоші, і зустрічають там дивного товариша по імені Дурило. Виявляється, це тринадцятий місяць, який нікому особливо не потрібний, і який намагається здійснити своє заповітне бажання - стати найголовнішим місяцем в році. Тільки й треба йому, що прикинутися Дідом Морозом, показати довірливому Альоші пару фокусів, потоваришувати з богатирями і опинитися в Єгипті - країні фараонів і давніх пірамід. А далі - піраміди, чари, стародавній вогонь - і справа в капелюсі! Але не так-то просто здійснити своє підступне бажання, коли на шляху у тебе постають не тільки три богатирі, а й їхні дружини, Князь і Юлій, Змій Горинич і Дід Мороз і навіть - сама принцеса Нефертіті!

## Нагороди
- 2018  — «Мультимир»:
  - Приз журі «Кращий російський анімаційний повнометражний фільм»
  - Приз журі «Краща 2D-графіка російського анімаційного фільму».